# Gadomski (krater księżycowy)
Gadomski – krater na powierzchni Księżyca o średnicy 65 km, położony na 36,4° szerokości północnej i 147,3° długości zachodniej. Krater ten jest położony na niewidocznej z Ziemi stronie Księżyca.
Decyzją Międzynarodowej Unii Astronomicznej w 1970 roku został nazwany nazwiskiem polskiego astronoma Jana Gadomskiego.